# Исэ-моногатари
Исэ-моногатари (яп. 伊勢物語, いせものがたり исэ моногатари, повесть об Исэ) — памятник японской классической литературы, собрание новелл.
Сюжет основан на описании любовных приключений кугэ — японского аристократа.
Повесть состоит из 125 самостоятельных кратких отрывков. Каждая новелла обязательно содержит пятистишие танка.
Авторство повести приписывается японскому поэту, художнику и аристократу Аривара-но Нарихира.
Также считается, что он является прообразом главного героя повести.
Произведение датируется X веком (период Хэйан).
Идея построения повести как собрания новелл, посвящённых одному герою, впоследствии была использована другими японскими авторами, среди них поэтесса Мурасаки Сикибу в «Повести о Гэндзи» и Сайкаку в повести «Итидайотоко» о любовных приключениях купца из Осаки.
Перевод на русский язык (с японского издания 1912 года) был выполнен выдающимся советским востоковедом Н И. Конрадом и опубликован в 1923 году издательством «Всемирная литература». Кроме текста, издание содержало две статьи переводчика и его же подробные комментарии. Это был первый перевод повести на европейские языки.
В 1979 году в серии «Литературные памятники» издательства «Наука» вышла книга под названием «Исэ моногатари» практически с тем же содержанием, включающая в виде дополнения другой шедевр средневековой японской литературы — повесть «Записки из кельи» монаха-отшельника, известного под именем Камо-но Тёмэй; перевод повести, комментарии к нему и сопровождающие статьи тоже выполнены Н. И. Конрадом.